# 夸姆鲁丁纳加尔
夸姆鲁丁纳加尔（Quammruddin Nagar），是印度德里West县的一个城镇。总人口10240（2001年）。

## 人口
该地2001年总人口10240人，其中男性5660人，女性4580人；0—6岁人口1755人，其中男984人，女771人；识字率66.60%，其中男性为73.32%，女性为58.30%。